# Festival Internacional de Cinema de Guanajuato
El Festival Internacional de Cinema de Guanajuato és un esdeveniment anual celebrat a les ciutats de San Miguel de Allende i Guanajuato, Mèxic. Des de 1998, el festival es duu a terme durant l'última setmana de juliol, i exhibeix produccions cinematogràfiques mexicanes i internacionals.
Conegut inicialment com Expresión en Corto International Film Festival, l'esdeveniment opera com una organització sense ànim de lucre, ja que és una trobada cultural patrocinada per l'estat amb entrada lliure i gratuïta. El GIFF estima una assistència de més de 90000 persones i rep més de 3000 propostes de 109 països participants en la seva competència internacional. Presenta una varietat de pel·lícules, conferències, tallers, homenatges i activitats sense cost per al públic visitant.

## Escenaris
Més de 400 pel·lícules es projecten des de les 10 del matí fins a les 4 de la matinada cada dia en 20 llocs exòtics com el Jardí Principal de San Miguel de Allende, la clàssica escala a l'aire lliure de la Universitat de Guanajuato, els carrers subterranis i túnels sota la ciutat i el Museu de les Mòmies. També es realitzen projeccions en espais més convencionals com el Teatro Ángela Peralta, el Centro Cultural Ignacio Ramírez - El Nigromante, el Teatro Santa Ana, la Galeria Kunsthaus Santa Fe, l'Auditorio del Estado de Guanajuato i el Teatro Principal.

## Categories i premis
La competència internacional és una de les més grans de Mèxic, amb pel·lícules que competeixen en una varietat de categories que inclouen: Curtmetratge de ficció, curtmetratge d'animació, curtmetratge experimental, curtmetratge documental, llargmetratge documental i òpera preval, tant a Mèxic com a l'estranger. El GIFF premia als guanyadors amb pel·lícules en 35mm i 16mm, serveis de revelat, transferències de vídeo a pel·lícula, paquets d'equips de producció i serveis de postproducció, així com beques per a estudis de pregrau i postgrau.
Com a festival de cinema reconegut per la BAFTA, totes les pel·lícules acceptades i projectades al Festival Internacional de Cinema de Guanajuato qualifiquen per ser considerades als Premis de Curtmetratges de l'Acadèmia Britànica d'Orange.

## País convidat d'honor
Cada any el festival convida un país d’honor i presenta una selecció del millor cinema d'aquest país. En anys anteriors, Canadà, Espanya, Alemanya, Brasil, França, Índia, Ja`pó i els Estats Units han estat països d'honor convidats.